# میدان گازی
میدان گازی یا میدان گاز طبیعی (به انگلیسی: Natural gas field) به مخزن طبیعی گاز طبیعی می‌گویند که در طی میلیون‌ها سال در اثر فعل و انفعالات شیمیایی بر روی بقایای جانداران مدفون شده در زمین به وجود می‌آید. این میادین را می‌توان اغلب در کنار میادین نفتی یافت.
در سال ۲۰۰۰ میلادی میزان ذخایر گاز طبیعی جهان بیش از ۱۵۰ تریلیون متر مکعب برآورد شده‌است و بر این اساس عمر ذخایر گازی جهان را بیش از ۶۵ سال برآورد کرده‌اند. (این رقم در خاورمیانه بیش از ۱۰۰ سال محاسبه شده‌است) به این ترتیب عمر ذخایر گازی بیش از ۲۰ سال بیشتر از عمر ذخایر نفتی است. امروزه در ۸۰ کشور جهان میدان‌های گازی کشف شده‌است.
پیش‌بینی می‌شود حجم قابل توجهی از منابع گازی جهان در دریاها موجود باشد که به دلیل ژرفای زیاد آنها، استخراج از آن‌ها مقرون به صرفه نیست.
هم‌اکنون میدان‌های گازی ایران و میدان‌های گازی روسیه به تنهایی ۴۵ درصد منابع گازی جهان را تشکیل می‌دهند. پس از آن‌ها می‌توان میدان‌های گازی قطر را در جایگاه سوم عظیم‌ترین مخازن گازی جهان قرار داد.